# Bokobaru
Le bokobaru est une langue mandée orientale parlée au Nigeria.